# Fritziana
Genre
Synonymes
- Fritzia Miranda-Ribeiro, 1920

Fritziana est un genre d'amphibiens de la famille des Hemiphractidae.

## Répartition
Les cinq espèces de ce genre sont endémiques du sud-est du Brésil.

## Liste des espèces
Selon Amphibian Species of the World (10 juin 2017) :
- Fritziana fissilis (Miranda-Ribeiro, 1920)
- Fritziana goeldii (Boulenger, 1895)
- Fritziana ohausi (Wandolleck, 1907)
- Fritziana tonimi Walker, Gasparini, and Haddad, 2016
- Fritziana ulei (Miranda-Ribeiro, 1926)

## Publication originale
- Mello-Leitão, 1937 : Zoo-geografia do Brasil. Brasiliana. sér. 5a, vol. 77, São Paulo, Companhia Editora Nacional.